# 世界一辛いトウガラシ

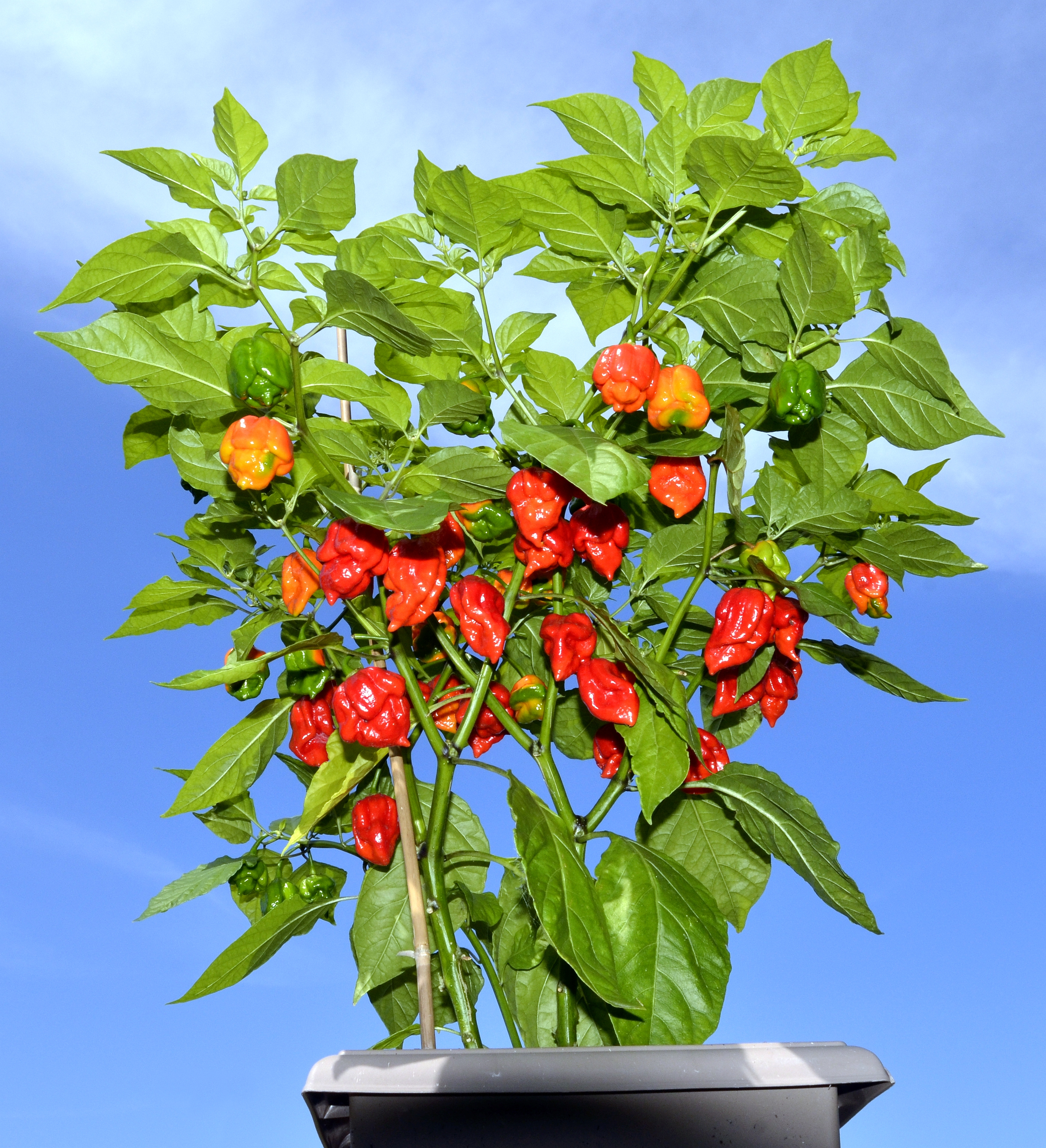
成熟したキャロライナ・リーパー（2019年の時点で世界一辛いトウガラシ」としてギネス記録に認定されている）

世界一辛いトウガラシ（せかいいちからいトウガラシ）は、アメリカ、イギリス、オーストラリアが中心となり、1990年代以降、激しい開発競争が行われている。スコヴィル値が100万以上に達するトウガラシの品種は「スーパーホット」と呼ばれる。

## 歴史
1990年代の初めまで、35万スコヴィル以上のトウガラシの品種はスコッチボネットとハバネロの2種類しか存在しなかった。そのハバネロの枝変わりを利用して、新たな品種レッド・サヴィナを開発したのは、カリフォルニアの農家フランク・ガルシアである。このレッド・サヴィナは1994年に57万スコヴィルを記録した。そして、当時はこれがトウガラシの辛さを表現しうる限界値だと考えられていた。
2001年にメキシコ州立大学付属トウガラシ研究所の研究者だったポール・ボスランドはインドを訪問し、アッサム州近郊に在来種として生育しており、ナーガ・キング・チリの名でも呼ばれていたゴースト・ペッパー（ブート・ジョロキア）の標本を採集した。このトウガラシは、当時のインド軍が兵器の材料として研究をしていることでも知られていた。ボスランドがゴースト・ペッパーを栽培して試験をすると、スコヴィル値が100万を超えることがわかった。ボスランドによれば、この発見によって「堰を切った」ように新たな激辛のトウガラシが登場し始めた。
1994年、レッド・サヴィナが最も辛いトウガラシとしてギネスの世界記録に認定された。2006年に世界一辛いトウガラシはドーセット・ナガであるという説も登場したが、2007年にはギネスによりゴースト・ペッパーが世界一に認定された。2011年にはインフィニティ、次いでナーガ・ペッパー、そしてトリニダード・スコーピオン・ブッチ・T・ペッパーとギネス世界一は移り変わった。2012年には前述のトウガラシ研究所が世界一辛いトウガラシはトリニダード・モルガ・スコーピオンであると発表している。研究所によればそのスコヴィル値は200万であり、史上初めてスコヴィル値がダブルミリオンを記録した。そしてギネスがキャロライナ・リーパーを世界一に認定するのは、その翌年の2013年のことである。
世界一辛いトウガラシを世に産み出すべく開発された品種の多くが、2013年の段階では「最近までアメリカでは無名に等しかった」インドとトリニダード島を原産とするトウガラシをかけ合わせた品種だった。

## スーパーホット
新世代のトウガラシは「スーパーホット」とも呼ばれるが、このスーパーホットに分類されるのはスコヴィル値が100万以上の品種である。
2015年、ボスランドの研究チームは蛍光顕微鏡を使用して、一般的なトウガラシのカプサイシンが主に果皮と種に含まれるのに対して、スーパーホットと呼ばれる品種は果皮だけでなく、果肉にも同じだけカプサイシンが含まれる傾向にあることを発見した。普段トウガラシは皮と種を取り除くと、その辛さの大部分が失われてしまうが、スーパーホットにはそれが当てはまらない。単にカプサイシンが多く含まれるだけでなく、カプサイシンを含んでいる部位がそもそも異なるのである。
理論上、スコヴィル値の上限は1600万（カプサイシンの純度が100パーセントである状態）であるが、スーパーホットのスコヴィル値はそれをはるかに下回る。どんな果実であってもその細胞組織によってカプサイシンの純度は薄まってしまう。一方で2016年にはボスランドによって、トウガラシのスコヴィル値が300万から400万になることがありえるという仮説が発表されている。スーパーホットを扱うときは手指や目を保護する必要がある。たった一粒の種であっても、触れることで皮膚炎を生じる可能性がある。

## 開発競争と認証制度
トウガラシの生産者たちは、世界一辛いトウガラシを開発するために「仁義なき」戦いを繰り広げている。その様相は、ポッドキャスト「It Burns」のクリエイター、マーク・フェネルによれば「議論百出のまさに戦争であり、そこではスキャンダルが生まれ、不正が告発され、殺害予告まで行われている」。アメリカの雑誌マクシムは、この競争が激辛マニア（chiliheads)の間での「白熱した議論に火を点け」、「科学、倫理、名誉について問う重要なテーマ」となっている、という記事を掲載している。この競争は主にイギリス、オーストラリア、アメリカの生産者の間で行われているが、中でもアメリカにおける世界一を巡る争いは、その「敵愾心と足の引っ張り合い」という意味で特筆に値する。
競争に参加する開発者にとって最高の栄誉は、ギネスの世界記録に認定されることである。しかし当のギネスは、トリニダード・モルガ・スコーピオンの開発者ジム・ダフィから「認証の不十分な果実にそのタイトルを与えた」ことから批判を浴びて、2013年にキャロライナ・リーパーを世界一に認定したのを最後に、それ以降も少なくとも2つの品種が世界一に名乗りを挙げたにもかかわらず、新たな世界一の認定記録を更新するのをやめてしまった。ジム・ダフィは2011年に、ギネスがナーガ・ヴァイパーを世界一に認定した際に、このトウガラシが３つの品種（ナーガ・モリッチ、トリニダード・スコーピオン、ゴースト・ペッパー）のハイブリッドであるという説明に対して、3つの品種をかけあわせているのであれば開発まで最低でも10年はかかるはずであり、時系列がおかしいという反論を行った。食文化史の専門家であえるデイヴ・デウィットは2011年に「ギネスにかわって認証を行う独立機関の存在と品種の登録ごとに少なくとも2回は試験を行うことの必要性」を訴えている。
またアトランティック誌によれば、ギネスは、世界一の記録更新があまりに頻繁に行われてその価値が薄れることを嫌って、新たな世界一を認定することに消極的だという説が、激辛マニアの間では囁かれているという。

## 「世界一」のインパクト
「世界一辛い」という称号は、ボスランドの説明よれば、「主に商品の知名度アップという側面からソースのメーカーや関係会社からの関心が高い」。2013年の時点で、激辛ソースの製造と販売はアメリカにおいて急成長を遂げる産業の1つであり、その市場規模は10億ドルに達すると推計されていた。そして「ラベルに世界一辛いトウガラシと書かれたソースほどよく売れた」。世界一を名乗れるかどうかは、それだけで「新商品の成功を左右したのである」。2011年に短い期間ながら世界一の称号を得たナーガ・ヴァイパー・ペッパーの開発者は、種子とソースの販売だけで一月に4万ドルを売り上げたと言われている。トリニダード・モルガ・スコーピオン（2012年に世界一となった）の開発者は2012年に2日間だけで種子を1万ドル売り上げた。
種子の販売は開発者・生産者にとって大事な収入源である。2013年の段階ではスーパーホットの種子は一般の種苗店では購入できず、育成したいのであれば農家か規模の小さな特殊なサプライヤーを探して仕入れるしかなかった。デイヴ・デウィットは2013年に「一般的なスコーピオン系のトウガラシを農家から直接仕入れようとすればひとサヤで1ドルはかかり」、「これはエーカー単位で栽培すれば、マリファナに次いで２番目か３番目に儲かる作物になれるポテンシャルを持っているということだ」と書いている。実際、1600万スコヴィルあるとうたわれてるソース一瓶に595ドルの値がつけられることもある。激辛マニアの中には、エンターテイメントの提供や辛いトウガラシの品種を紹介するために、自分たちがスーパーホットを食べる動画をYouTubeに投稿している者もいる。
インドのナガランド州で毎年行われるホーンビル祭りでは、ゴースト・ペッパー（ブート・ジョロキア）の早食い競争も開催されている。

## 歴代記録
2007年から2012年にかけてギネスは「世界一辛いトウガラシの記録を25回更新した」。2019年の時点で、世界一辛いトウガラシとしてギネスに認定されているのはキャロライナ・リーパーである。下記のリストでは「世界一」のタイトルホルダーと有力候補を掲載している。
この一覧は未完成です。加筆、訂正して下さる協力者を求めています。
| 栽培品種                                        | 参考画像 | 種                          | 開発者                                  | 国籍                      | スコヴィル値       | ギネス認定 |
| ----------------------------------------------- | -------- | --------------------------- | --------------------------------------- | ------------------------- | ------------------ | ---------- |
| キャロライナ・リーパー                          |          | C. chinense                 | Ed Currie                               | アメリカ                  | 1,569,300          | 2013年     |
| チョコレート 7ポット                            |          | C. chinense                 | 在来種                                  | トリニダード島            | 1,800,000          |            |
| アルマゲドン                                    |          | C. chinense × C. frutescens | 在来種                                  | イギリス                  | 1,300,000          |            |
| ドーセット・ナガ                                |          | C. chinense                 | Joy and Michael Michaud                 | イギリス                  | 1,201,000          |            |
| ドラゴンズ・ブレス                              |          | C. chinense                 | ニール・プライス                        | イギリス                  | 2,400,000 (非公式) |            |
| ゴースト・ペッパー（ブート・ジョロキア）        |          | C. chinense × C. frutescens | 在来種                                  | インド                    | 1,001,000          | 2007年     |
| インフィニティ                                  |          | C. chinense                 | ニック・ウッズ                          | イギリス                  | 1,176,182          | 2011年     |
| コモド・ドラゴン                                |          | C. chinense                 | 在来種                                  | イギリス                  | 1,400,000          |            |
| ナーガ・モリッチ                                |          | C. chinense                 | 在来種                                  | インド、バングラデシュ    | 1,000,000          |            |
| ナーガ・ヴァイパー                              |          | C. chinense × C. frutescens | ゲラルド・ファウラー                    | イギリス                  | 1,382,000          | 2011年     |
| ペッパーX                                       |          | C. chinense                 | エド・カーリー                          | アメリカ                  | 3,180,000 (非公式) | 2023年     |
| レッド・サヴィナ                                |          | C. chinense                 | フランク・ガルシア                      | アメリカ                  | 570,000            | 1994年     |
| トリニダード・モルガ・スコーピオン              |          | C. chinense                 | 在来種                                  | トリニダード島            | 1,200,000          | 2012年     |
| トリニダード・スコーピオン・ブッチ・T・ペッパー |          | C. chinense                 | ブッチ・テイラー 、マルセル・デ・ウィト | アメリカ 、オーストラリア | 1,463,700          | 2011年     |